# Florent-en-Argonne
Florent-en-Argonne é uma comuna francesa na região administrativa de Grande Leste, no departamento de Marne. Estende-se por uma área de 12,29 km². Em 2010 a comuna tinha 236 habitantes (densidade: 19,2 hab./km²).